# Quercus castaneifolia
Дуб каштанолистний (Quercus castaneifolia) — вид рослин з родини букових (Fagaceae), поширений в Азербайджані й Ірані. Етимологія: епітет лат. castaneifolia означає «каштанолистий».

## Опис
Дерево листопадне, досягає 30 метрів заввишки; крона широко конічна. Кора спочатку чорна і гладка, стає сірою з помаранчевими борознами. Гілочки темно-коричневі з білими сочевичками. Листки довгасто-еліптичні, 8–20 × 5–9 см, змінного розміру; верхівка загострена; основа серцеподібна або клиноподібна; верх блискучий темно-зелений, голий; низ темно-запушений, стає голим; ніжка листка світло-зелена, запушена, 2–4 см. Жолуді яйцюваті або еліпсоїдні, у довжину 2 см; чашечка з видовженими та вигнутими лусочками, охоплює 1/2 горіха.

## Середовище проживання
Поширення: Азербайджан, Іран. Росте на висотах від 0 до 2400 метрів. Вид обмежений Гірканським лісом, реліктовим лісом, розповсюдженим у третинний період, а нині трапляється лише на гірських хребтах, що оточують південь Каспійського моря.

## Використання
Вид широко культивується в регіонах Європи та Сполучених Штатів Америки. Застосовується також у будівництві будинків, виробництві сільськогосподарських знарядь, бочок, колон, меблів та живоплотів.

## Загрози
Загрозами є перетворення земель для сільського господарства та урбанізації.

## Галерея

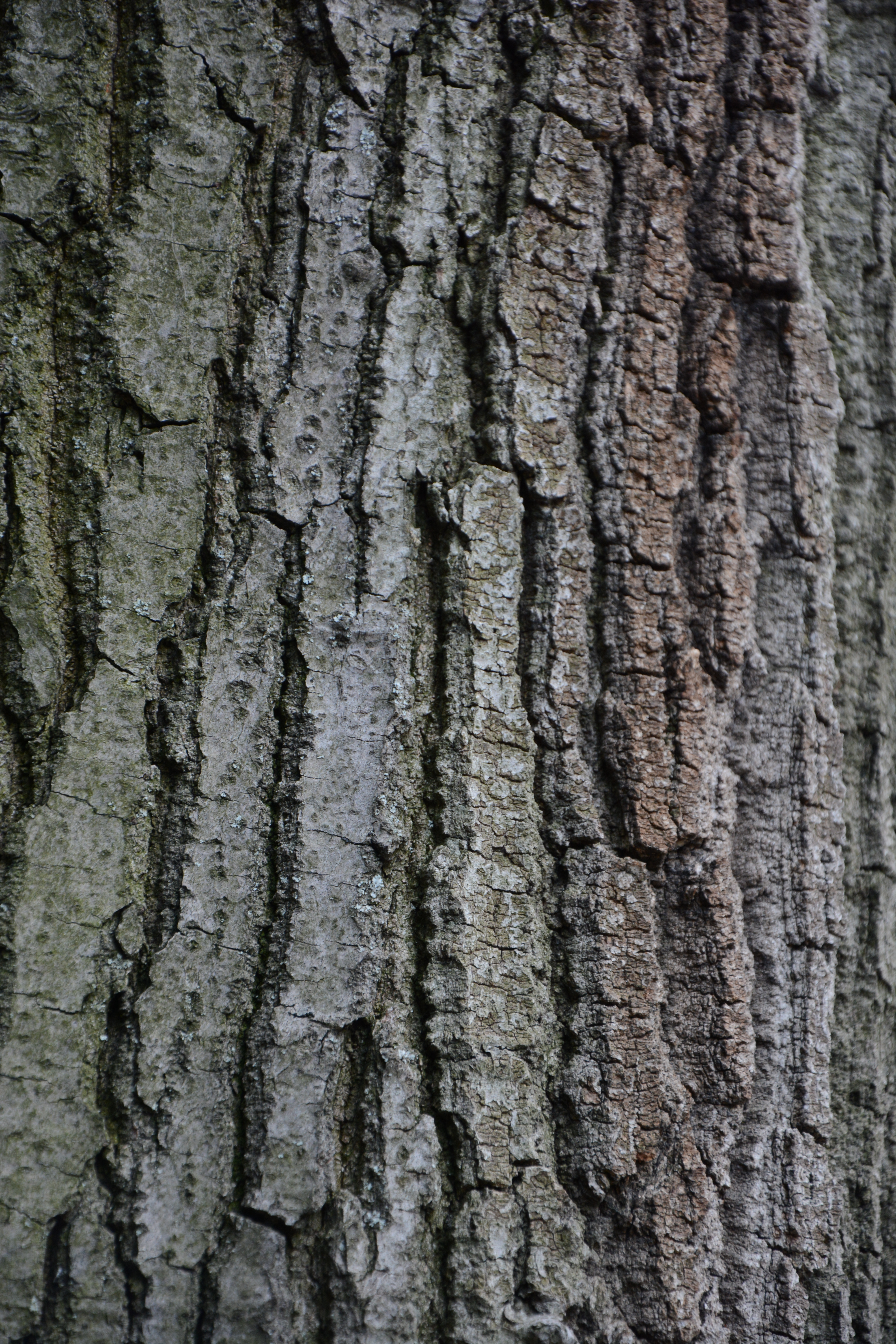
стовбур
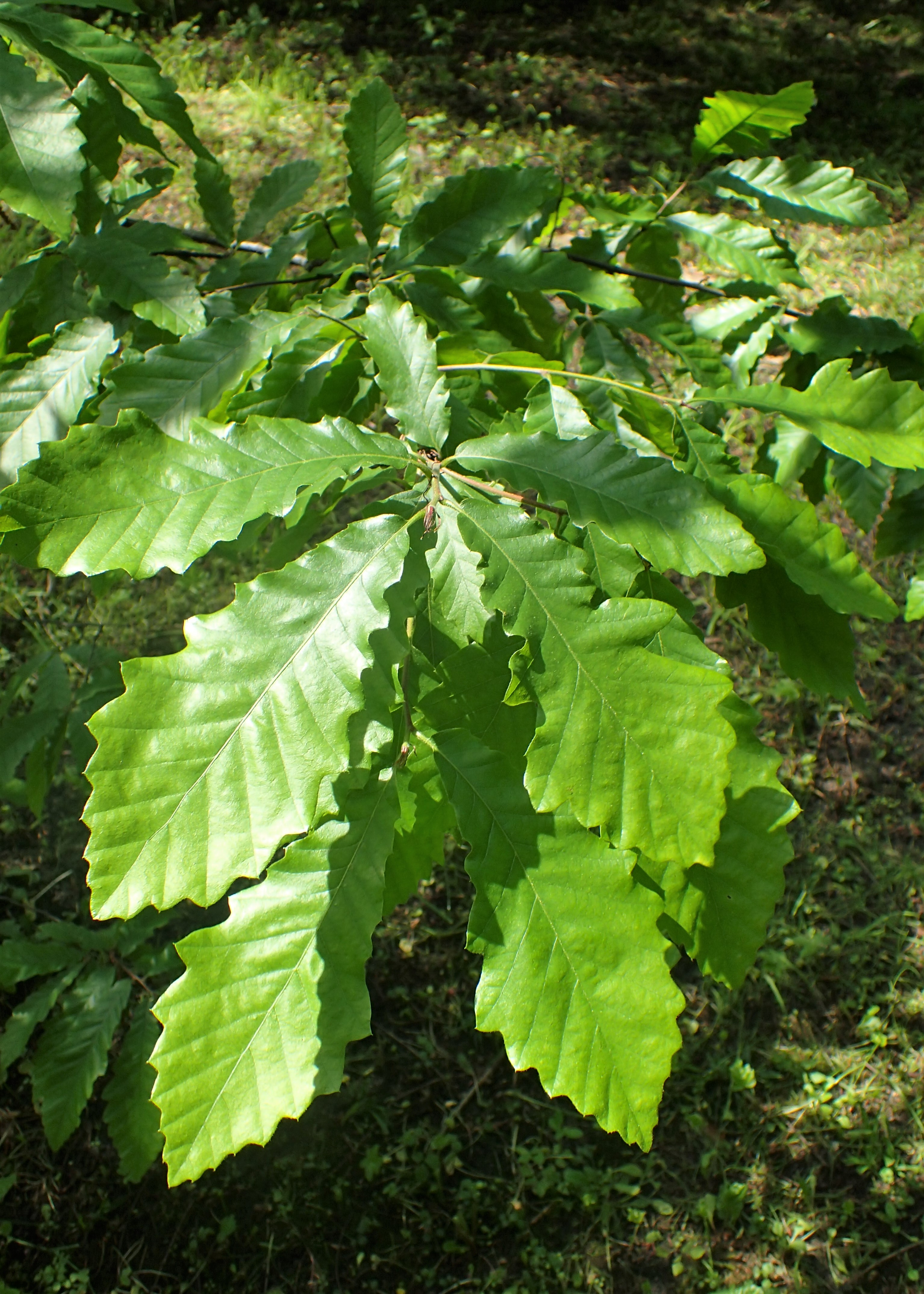
листки
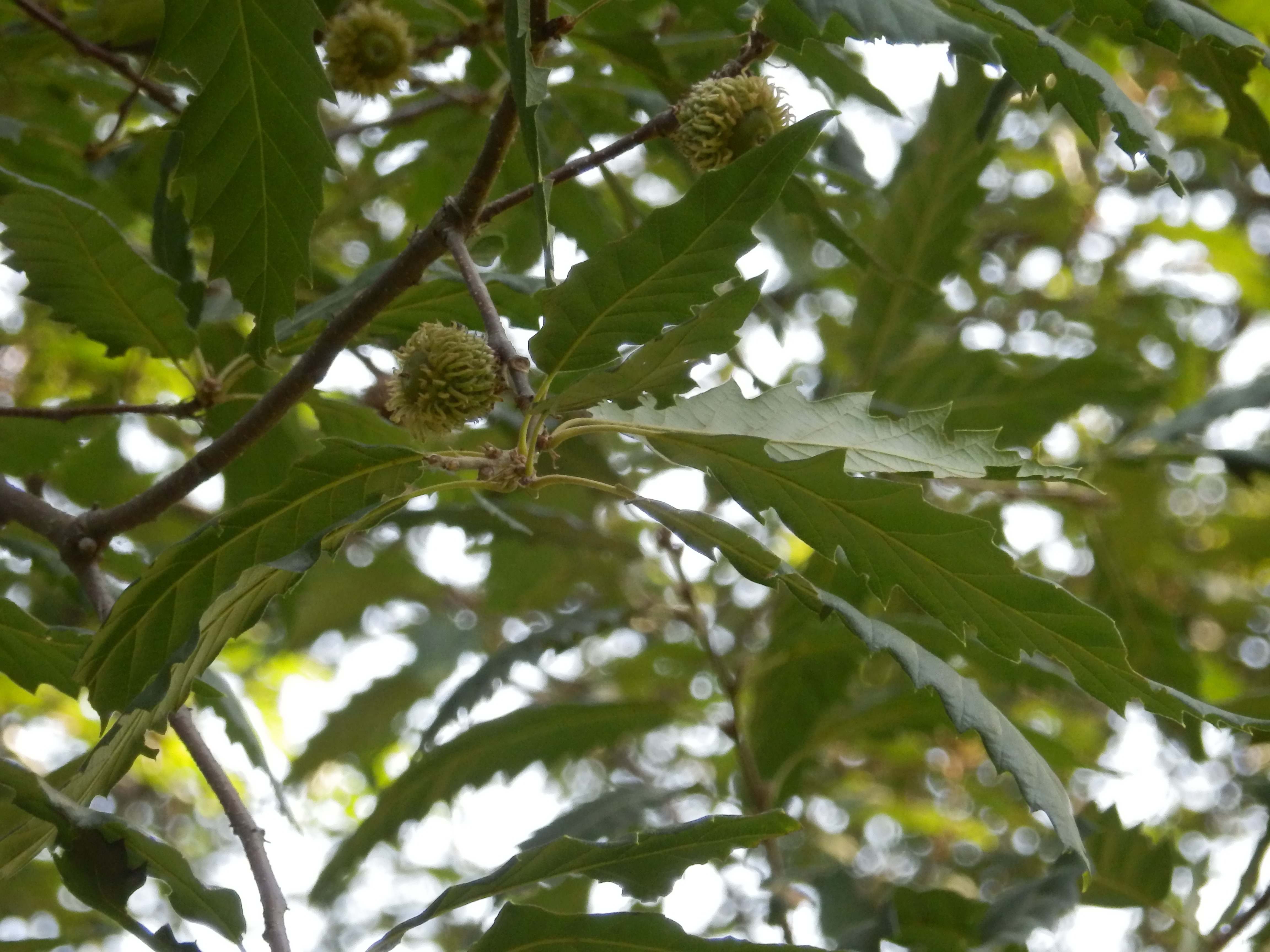
плоди